# Discomyza baechlii
Discomyza baechlii is een vliegensoort uit de familie van de oevervliegen (Ephydridae). De wetenschappelijke naam van de soort is voor het eerst geldig gepubliceerd in 2007 door Zatwarnicki & Mathis.